# Guitarras Juan Estruch
 Guitarras Juan Estruch  es una marca de guitarras y otros instrumentos musicales de Barcelona. La compañía fue fundada por Juan Estruch Rosell en 1880, siendo maestro de otros lutieres de fama como Enrique Sanfeliu de quien exponen una guitarra en el ministerio de educación de Uruguay.
Después de la guerra civil, su hijo Joan Estruch Sastre se hizo cargo del taller de la calle Ancha continuando con la construcción artesanal de guitarras siguiendo la tradición familiar.
A su muerte (1970), su hijo Joan Estruch Pipó, se hizo cargo de la empresa hasta su muerte en 1989.
Hoy en día la empresa sigue en Rubí, con el nombre  ESTRUCH Luthiers , a cargo de la viuda y el antiguo encargado del taller Rafael Montes que entró a los 14 años, aunque la mayor parte de su producción es para la exportación.
En los años sesenta muchos de los cantautores de la nueva canción catalana fueron clientes del taller de la calle Ancha haciendo un lugar de encuentro con animadas tertulias

## Datación
Desde 1880 hasta aproximadamente 1920 las guitarras tenían etiquetas rectangulares y sin año de fabricación escrito en ellas. El periodo de fabricación solo era reconocible por la dirección escrita en la etiqueta (Calle Ancha - Barcelona). No había ningún sistema de numeración.
Desde 1920 - 1960 fueron utilizadas etiquetas redondas en los instrumentos. La etiqueta representaba una mujer vestida con un traje flamenco bordeado por la bandera española. Tampoco se empleó ningún sistema de numeración.
De 1960 hasta 1969, la etiqueta siguió siendo redonda, pero sin la bandera ni la mujer. En la etiqueta solo se puede leer JUAN ESTRUCH - BARCELONA (sin dirección).
A partir de 1969 hasta ahora, las etiquetas están numeradas y se incluye el año de fabricación.
Los instrumentos con etiquetas firmadas por Juan Estruch Pipó fueron hechos personalmente por él mismo. Los que no se firmaron, fueron hechos por sus empleados.